# Mikael Lie

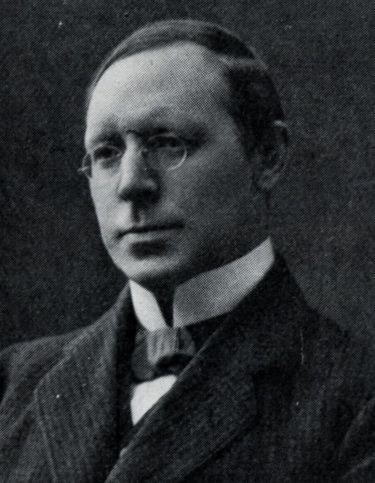

Mikael Strøm Henriksen Lie, född den 22 augusti 1873 i Kongsvinger, död den 18 oktober 1926, var en norsk jurist.
Lie tog juridisk ämbetsexamen 1894 och fick 1899 kronprinsens guldmedalj för ett (otryckt) arbete i komparativ rättshistoria. Efter att flera gånger med stipendium ha vistats i utlandet för studier i statsrätt och internationell rätt blev han 1907 anställd som konsulent i dessa vetenskaper vid Nobelinstitutet i Kristiania, och 1908 blev han universitetsstipendiat i rättsvetenskap. Lie fortfor att vara Nobelinstitutets konsulent i folkrätt till 1920, då han blev professor i rättsvetenskap vid Kristiania universitet. Lie var norsk delegat vid Nationernas förbunds församlingsmöten i Genève 1920-24. 
Lie lämnade flitigt bidrag till tidningar och tidskrifter samt offentliggjorde en avhandling om Lensprincipet i Norden (1907). Hösten 1911 inlämnade han för doktorsgrad vid Kristiania universitet ett större folkrättsligt arbete, Legitimation ved traktat. Bland hans senare skrifter märks Stormakterne og de smaa nationer (1912), Grundlinjer i samfundslaere (1913), Forholdsvalg (1915), Luxemburg eller Belgien (samma år), Rets- og fredsproblemer (1917), Randbemerkninger til Hagerups panteret (1918) och Domstolene og grunnloven (1923).